# Ernst Andreas Büchel
Ernst Andreas Büchel (* 7. November 1896 in Ruggell; † 11. Juli 1960 ebenda) war ein liechtensteinischer Politiker (FBP). 
Im Februar 1953 wurde der aus Ruggell stammende Büchel für die Fortschrittliche Bürgerpartei im Wahlkreis Unterland in den Landtag des Fürstentums Liechtenstein gewählt. Im Juni desselben Jahres erfolgte seine Wiederwahl. Büchel blieb somit bis 1957 Landtagsabgeordneter.